# 动力学对称性破缺
在凝聚体物理学和粒子物理学中，动力学对称性破缺（英語：dynamical symmetry breaking）是指不在费曼图上显示的自发对称性破缺的一种形式。其最显著的例子是费米凝聚。